# Sussex megye (New Jersey)
Sussex megye az Amerikai Egyesült Államokban, azon belül New Jersey államban található. Megyeszékhelye Newton. Lakosainak száma 144 221 fő (2020. április 1.). Sussex megye Passaic, Morris, Warren, Monroe, Pike és Orange megyékkel határos.

## Népesség
A megye népességének változása:
| Lakosok száma | 148 792 | 148 157 | 147 192 | 145 992 | 143 673 | 144 221 |
|               | 2010    | 2011    | 2012    | 2013    | 2015    | 2020    |